# Régis des Plas
Pour les articles homonymes, voir de Plas et Plas.
Régis des Plas, né le 28 septembre 1898 à Saint-Denis (Seine-Saint-Denis) et mort officiellement le 1er juin 1945 à Sandbostel (Allemagne), est un militaire et résistant français. Responsable de l'Organisation de résistance de l'Armée pour la zone Normandie-Ouest, il est arrêté sur dénonciation et meurt en déportation.

## Biographie

### Origine
Antoine Albert Jean François Régis des Plas est né à Saint-Denis le 28 septembre 1898 d'Antoine Gabriel Jean François des Plas, lieutenant d'artillerie, et Amélie Marie Madeleine Fernande Noé son épouse.
Il épouse à Dijon le 13 février 1922 Germaine Arbanière, fille d'un général de division dont naîtront quatre enfants. Son père, le vicomte Jean des Plas, est officier d'artillerie. Comme lui, Régis des Plas se destine à l'armée.

### Première Guerre mondiale
Après des études effectuées à Grenoble puis à Orléans, il s'engage lors de la Première Guerre mondiale au 25e bataillon de chasseurs alpins en février 1917. Chasseur alpin, il devient aspirant en octobre 1917. Il est au front en novembre 1917.
Il est grièvement blessé en août 1918. Sous-lieutenant, il termine la Première Guerre mondiale avec la croix de guerre et une citation à l'ordre de l'armée. Il est à nouveau cité et décoré pour ses faits d'armes au Maroc, et est nommé chevalier de la Légion d'honneur en 1921.
La paix revenue, il participe à l'occupation de la Rhénanie en 1923, à la campagne au Maroc contre Abd-el-Krim en 1925. Il rejoint ensuite l'état-major du conseil supérieur de la guerre à Paris (1931-1936). 

### Seconde Guerre mondiale
Régis des Plas prend le commandement d'une compagnie du 25e bataillon de chasseurs alpins à Menton de 1936 à 1938. Lors de la déclaration de la Seconde Guerre mondiale en septembre 1939, il se trouve dans le service de la défense passive à Paris. Affecté en dernier lieu au grand quartier général du corps d'armée F commandé par le général Duffour, il parvient de justesse à éviter la capture le 19 juin 1940.
Il obtient une nouvelle citation à l'ordre du corps d'armée et est promu au grade d'officier dans l'ordre de la Légion d'honneur. En juillet 1940, le capitaine des Plas est affecté à Marseille, à l'état-major du département militaire des Bouches-du-Rhône avant, d'occuper, à Nice, les mêmes fonctions mais pour les Alpes-Maritimes. Il est affecté à l'état-major de la 2e demi-brigade de chasseurs alpins. Il quitte alors Nice pour Hyères où s'établit le 25e bataillon de chasseurs alpins.
Il est promu commandant le 25 mars 1942, et retourne à la vie civile après la dissolution de l'armée d'armistice le 26 novembre 1942. Il regagne alors la demeure familiale des Clairets à Mâle, dans l'Orne. Rentré à Paris en février 1943, il prend un poste d'inspecteur social à la Société générale.

### Résistance
En mai 1943, il rejoint les rangs de l'Organisation de résistance de l'Armée et prend le pseudonyme de commandant Sylvain. Il est nommé responsable du département de l'Orne, puis de la zone Normandie-Ouest de l'ORA en janvier 1944. Il place à ce titre et sous son commandement les groupes de Condé-sur-Noireau et d'Athis.
En avril 1944, lorsque Paul Grenier est nommé chef national du réseau Action Plan Tortue, il confie la direction du bloc Sud au commandant des Plas. Des Plas prend alors comme adjoint, Jacques Foccart.
Le nombre d'équipes Tortue est en avril-mai 1944 notoirement insuffisant. Des Plas et Foccart multiplient alors les contacts avec des représentants de l'Organisation civile et militaire pour se renforcer. Trois terrains de parachutage spécifiquement attribués au Plan Tortue permettent d'équiper les groupes en armement. En complément, les groupes aident les réfractaires du STO, ou assurent des opérations spécifiques comme le camouflage de Charles Moore, un aviateur américain. 
Au mois de mai 1944, dans le cadre de la constitution du nouvel état-major de la subdivision M1, Des Plas est appelé à occuper les fonctions de chef d'état-major adjoint. Le 16 mai 1944, le commandant des Plas est présent lors de l'importante réunion tenue à Argentan chez Alain Barrière destinée à coordonner les différents plans d'action qui devront être mis en œuvre à l'annonce du débarquement.
Une grande partie du réseau organisé et de ses ramifications (OCM, ORA) tombent à partir du 10 mai à la suite de dénonciations concernant le Réseau Action-Tortue Foccart et le Réseau ORA d'Athis. Le 22 mai 1944, alors qu'ils doivent assister à Flers à une autre réunion avec Jacques Durrmeyer, le chef de l'Armée secrète du secteur, Régis des Plas et son adjoint Albert Petron sont arrêtés ainsi que les autres résistants locaux lors d'une nouvelle rafle organisée par Bernard Jardin. Conduits à la Feldgendarmerie locale, les captifs sont durement interrogés. Interné à la prison d'Alençon le jour même, des Plas est transféré le 11 juillet 1944 à Compiègne puis déporté comme NN le 28 juillet au camp de Neuengamme.
Il est transféré au Kommando d'Osnabrück[réf. nécessaire], puis en avril 1945 au camp de Sandbostel, le « mouroir de Neuengamme » qui est libéré par les Britanniques le 29 avril 1945. Pour l'administration française, il est officiellement mort à Sansbostel le 10 mai 1945. Pour certains, il aurait été transféré à cette date dans un hôpital britannique de Bremen-Farge, où il serait décédé au début du mois de juin, victime du typhus, alors qu'un avion sanitaire s'apprêtait à le ramener en France[réf. nécessaire].